# Премія «Магрітт» найкращій акторці в ролі другого плану
Премія «Магрітт» найкращій акторці в ролі другого плану  (фр. Magritte de la meilleure actrice dans un second rôle) — одна з  кінематографічних нагород, що надається з 2011 року бельгійською Академією Андре Дельво в рамках національної кінопремії «Магрітт». Її присуджують акторці, яка виконанням ролі другого плану зробила значний внесок у бельгійську кіноіндустрію. Лауреаткою першої премії «Магрітт» за найкращу роль другого плану у фільмі «Нелегал» стала у 2011 році Крістель Корніл.
Перша церемонія вручення премії Магрітта відбулася у 2011 році, коли Крістель Корніл отримала нагороду за роль у фільмі «Нелегал». Станом на церемонію 2022 року Лаура Верлінден є останньою переможницею у цій категорії за роль у фільмі «Дитячий майданчик».

## Переможці та номінанти
Нижче наведено список акторок, що отримали цю премію, а також номінантки. Лауреаток виділено окремим кольором та жирним шрифтом

### 2010-і
| Рік         | Актор             | Назва українською        | Оригінальна назва                |
| ----------- | ----------------- | ------------------------ | -------------------------------- |
| 2010 (1-ша) | Крістель Корніл   | Нелегал                  | Illégal                          |
| 2010 (1-ша) | Сандрін Бланк     | Сестра-посмішка          | Soeur Sourire                    |
| 2010 (1-ша) | Клер Бодсон       | Приватні уроки           | Élève libre                      |
| 2010 (1-ша) | Йоланда Моро      | Генсбур. Герой і хуліган | Gainsbourg, vie héroïque         |
| 2011 (2-га) | Гвен Берру        | Гіганти                  | Les Géants                       |
| 2011 (2-га) | Вірджинія Ефіра   | Убий мене, будь ласка    | Kill Me Please                   |
| 2011 (2-га) | Таня Гарбарськи   | Далеко по сусідству      | Quartier lointain                |
| 2011 (2-га) | Марі Кремер       | Самозахист               | Légitime Défense                 |
| 2012 (3-тя) | Йоланда Моро      | Камілла роздвоюється     | Camille redouble                 |
| 2012 (3-тя) | Стефан Біссо      | Після кохання            | À perdre la raison               |
| 2012 (3-тя) | Наташа Реньє      | 38 свідків               | 38 témoins                       |
| 2012 (3-тя) | Катрін Сале       | Дім на колесах           | Mobile Home                      |
| 2013 (4-та) | Катрін Сале       | Життя Адель              | La Vie d'Adèle – Chapitres 1 & 2 |
| 2013 (4-та) | Домінік Баєнс     | В ім'я сина              | Au nom du fils                   |
| 2013 (4-та) | Крістель Корніл   | Ланди                    | Landes                           |
| 2013 (4-та) | Ніколь Ширер      | BXL/USA                  | BXL/USA                          |
| 2014 (5-та) | Любна Азабаль     | Марш                     | La Marche                        |
| 2014 (5-та) | Анн Косенс        | Не в його стилі          | Pas son genre                    |
| 2014 (5-та) | Крістель Корніл   | Два дні, одна ніч        | Deux jours, une nuit             |
| 2014 (5-та) | Катрін Сале       | Два дні, одна ніч        | Deux jours, une nuit             |
| 2015 (6-та) | Анн Косенс        | Усі кішки сірі           | Tous les chats sont gris         |
| 2015 (6-та) | Йоланда Моро      | Надновий заповіт         | Le Tout Nouveau Testament        |
| 2015 (6-та) | Елена Ногуерра    | Алілуя                   | Alleluia                         |
| 2015 (6-та) | Бабетіда Саджо    | Пустка                   | Waste Land                       |
| 2016 (7-ма) | Катрін Сале       | Воротар                  | Keeper                           |
| 2016 (7-ма) | Жульєн Гоффез     | Парасоль                 | Parasol                          |
| 2016 (7-ма) | Вірджинія Ефіра   | Вона                     | Elle                             |
| 2016 (7-ма) | Анн Косенс        | Тюремні пташки           | La Taularde                      |
| 2017 (8-ма) | Аврора Маріон     | Весілля                  | Noces                            |
| 2017 (8-ма) | Ізабель де Гертог | Дочка Бреста             | La Fille de Brest                |
| 2017 (8-ма) | Люсі Дебе         | Сповідь                  | La Confession                    |
| 2017 (8-ма) | Йоланда Моро      | Життя                    | Une vie                          |
| 2018 (9-та) | Люсі Дебі         | Наші битви               | Nos batailles                    |
| 2018 (9-та) | Таня Гарбарскі    | Одного разу у Німеччині  | Es war einmal in Deutschland...  |
| 2018 (9-та) | Саломе Рішар      | Дикий початок            | La part sauvage                  |
| 2018 (9-та) | Еріка Сент        | Частина тіні             | Une part d'ombre                 |